# Friedrich von Weech
Friedrich von Weech (16 de outubro de 1837 - 17 de novembro de 1905) foi um historiador e arquivista alemão.

## Biografia
Friedrich Otto Aristides von Weech nasceu em Munique . Nessa época, seu pai, o oficial do exército Friedrich Joseph von Weech (1794-1837), havia morrido em Atenas durante o verão, enquanto servia no exército do rei Otto . O menino frequentou a escola em Munique, depois passou vários anos estudando com monges na Abadia de Metten, na Baixa Baviera, antes de retornar a Munique, onde passou os últimos dois anos de seus estudos no prestigioso Ginásio Maximilian de Munique. Frequentou a Universidade de Munique (1956) e, por alguns semestres, Heidelberg (1957). Ele recebeu seu doutorado em Munique em junho de 1860. Sua tese de doutorado foi intitulada "Kaiser Ludwig der Bayer und König Johann von Böhmen, mit Urkundlichen Beiträgen" ("Imperador Ludwig, o Bávaro e Rei João da Boêmia, [ilustrado] com fontes originais".
Depois disso, o jovem médico juntou-se à equipe de Karl von Hegel, que trabalhava na compilação de 27 volumes, " As crônicas das cidades alemãs ", sob os auspícios da Comissão Histórica da Academia de Ciências da Baviera. Von Weech dedicou-se ao segundo volume, trabalhando nos relatórios do século XV de Erhart Schürstab ( "Kriegsbericht und Ordnung" ) sobre a guerra de Nuremberg contra Alberto III Aquilies durante 1449 e 1450. Ele também fez outras contribuições, embora menores, para a compilação.  Depois disso, ele decidiu mudar de área e investiu na carreira acadêmica baseada na universidade e fez planos para se mudar para a Universidade de Tübingen, mas no fim mudou-se para a Universidade de Freiburg.
Sua contribuição em Freiburg foi enérgica e ele também participou da vida pública de forma mais ampla. Durante 1863, Freiburg seguiu o exemplo de outras cidades alemãs ao estabelecer seu próprio comitê para considerar a Questão do Eslévisco-Holsácia. Como secretário do comitê em Freiburg, von Weech convocou e presidiu uma grande reunião do povo da cidade em 29 de novembro de 1863, também produzindo panfletos em apoio à visão "patriótica" de "A Questão". A Alemanha tinha uma vigorosa imprensa regional na época e, no início da década de 1860, von Weech embarcou em uma carreira paralela de meio período como jornalista. Os artigos que escreveu sobre questões políticas e literárias foram impressos em jornais publicados em Augsburg, Munique, Colônia e Karlsruhe. É possível que tenha sido por causa de sua visibilidade nesse período que no final de 1864 ele foi empregado pela Biblioteca Nacional Real em Karlsruhe como bibliotecário da corte. Ele manteve esse cargo até 1867, mas continuou a trabalhar em Karlsruhe pelo resto de sua vida.
Um ano depois de se tornar bibliotecário, 1865, ele se casou com Therese Seuffert, com quem estava noivo desde 1862. Ela era filha do jurista e escritor Josef Adam Seuffert, que morava em Munique.

## Honras
Os títulos atribuídos a Friedrich von Weech incluíram "Cavalheiro da Câmara do Grão-Ducado de Baden" ( "Großherzoglich Badischer Kammerherrn" ) e "Conselheiro Privado" ( "Geheimrat" ). Em 1872 recebeu a recém-criada " Ordem de Olga " (Württemberg).